# توماس راي هامر
توماس راي هامر هو قاضي ومحامي وسياسي أمريكي، ولد في 4 مايو 1864 في فيرمونت في الولايات المتحدة، وتوفي في 22 ديسمبر 1950 في فينيكس في الولايات المتحدة. نشط حزبياً في الحزب الجمهوري. وقد انتخب عضو مجلس نواب ايداهو ‏ وانتخب عضو مجلس النواب الأمريكي ‏.